# Аабла
А́абла, также Абла (эст. Aabla) — бывшая деревня в волости Куусалу уезда Харьюмаа на берегу залива Аабла, Эстония. Своё название деревня получила по названию залива.

## История
В 1517 году упоминается как Habbelach, прибрежная деревня мызы Кийу; в 1535 году — как Habel, в 1538 году — Habela, в 1586 году — Habelach и Habell, в 1699 году — Habbla Bÿÿ.
Мызе Кийу принадлежал участок земли в западной части полуострова Юминда, остальная часть принадлежала мызе Колга. Границей между участками служил залив Аабла, поэтому деревня Аабла делилась на две части: северная часть — Кийу-Аабла, южная часть — Колга-Аабла.
В конце XVIII века деревни также именовали на немецком языке как Гросс Хабила (Gross Habila — «большая» Хабила) и Кляйн-Хабила (Klein Habila — «малая» Хабила). В том же столетии прибрежные деревни Кийу отошли к мызе Колга.
В 1977—1997 годах обе деревни были официально объединены под названием Аабла. 
С 1998 года деревню опять разделили на две: Кийу-Аабла и Колга-Аабла.

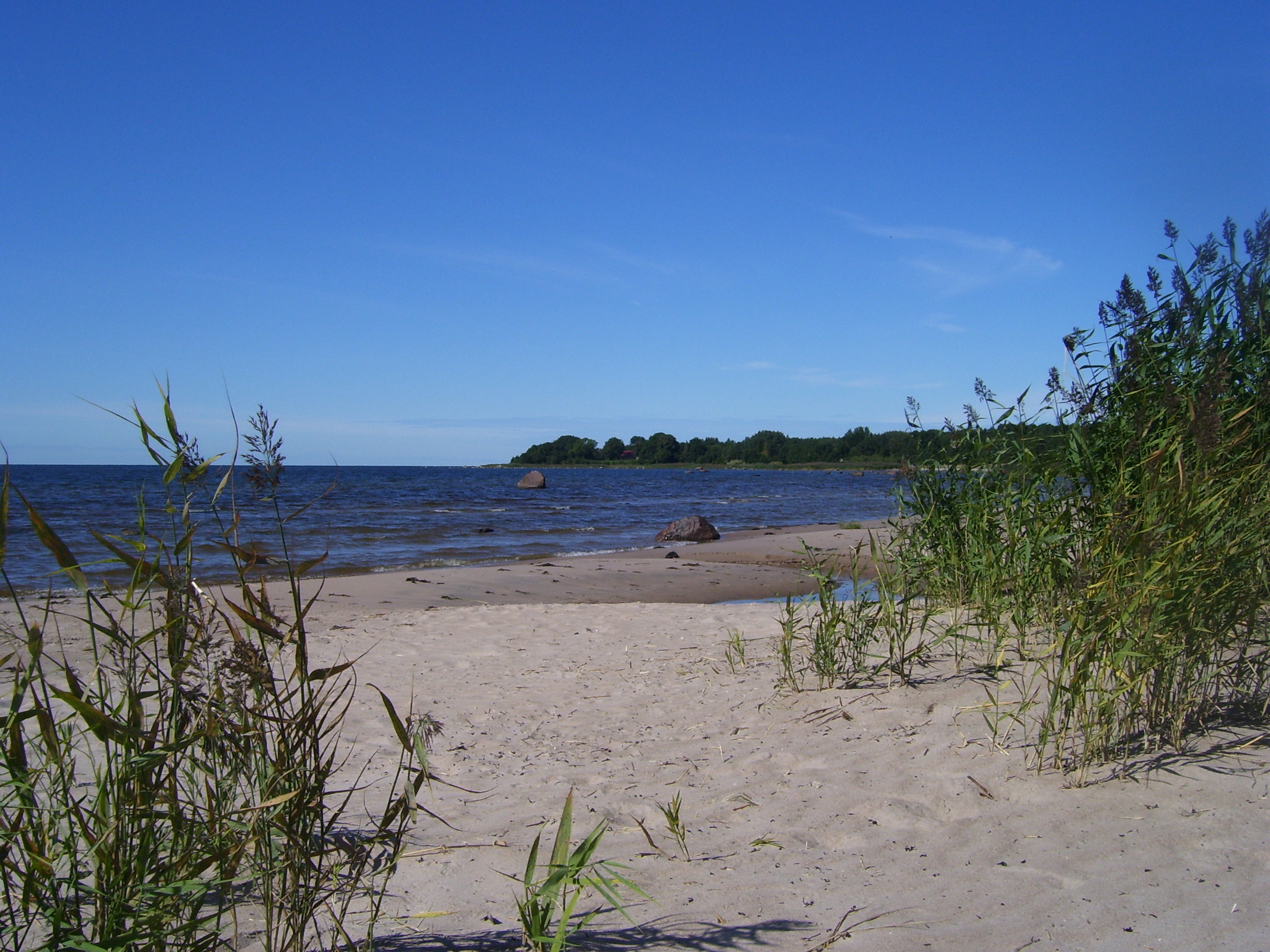
Залив Аабла
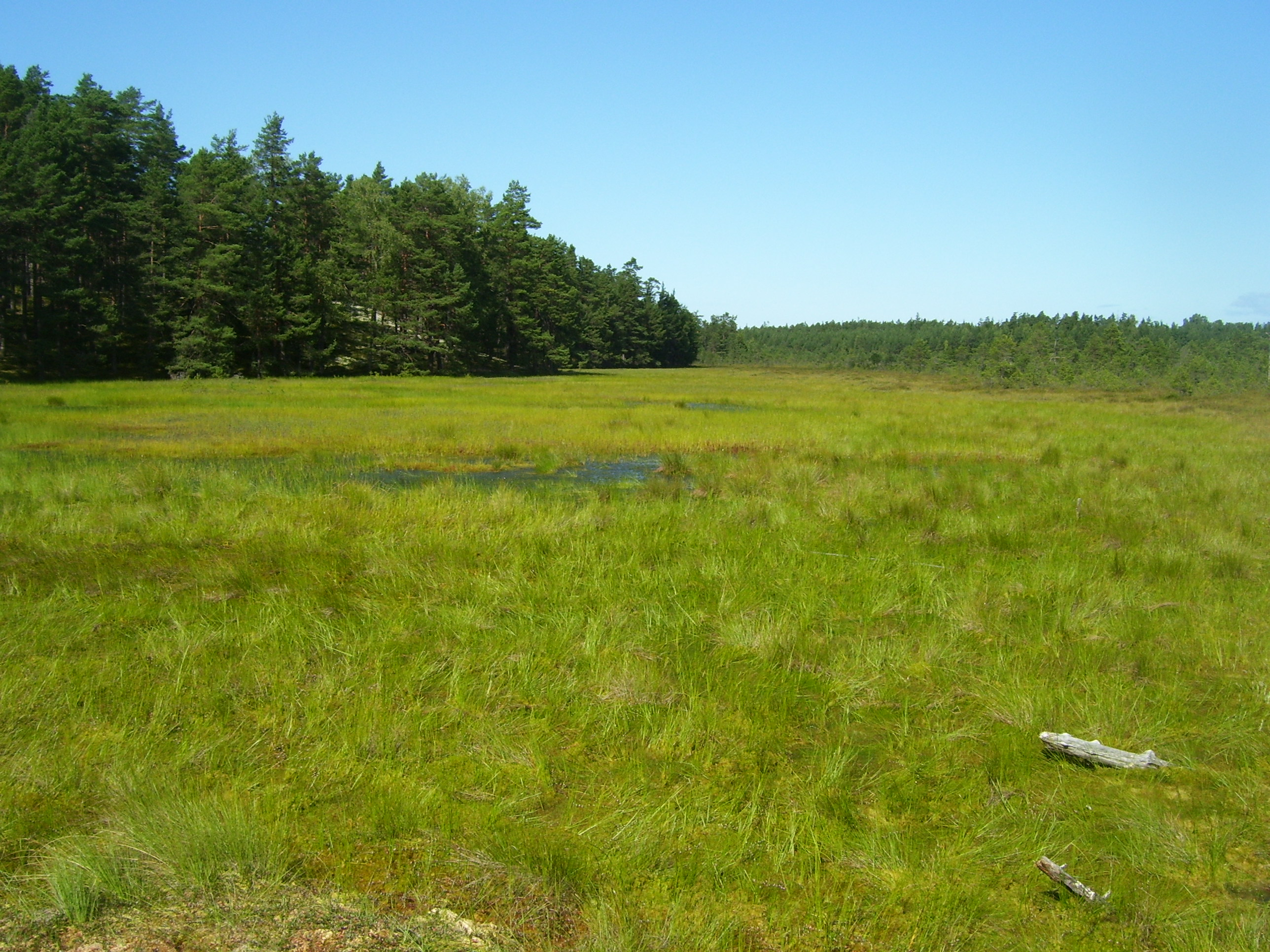
Болото Аабла